# Белоусово (Вытегорский район)
Белоусово — посёлок в Вытегорском районе Вологодской области. Административный центр Анхимовского сельского поселения.
С точки зрения административно-территориального деления — центр Анхимовского сельсовета.
Расположен при впадении реки Нагажма в Белоусовское водохранилище на Волго-Балтийском водном пути (бывш. Мариинская водная система), на трассе А119. Расстояние по автодороге до районного центра Вытегры — 10 км. Ближайшие населённые пункты — Анхимово, Никольская Гора, Озерки.
По переписи 2002 года население — 923 человека (445 мужчин, 478 женщин). Преобладающая национальность — русские (96 %).